# Důl Petr Bezruč
Důl Petr Bezruč (do roku 1946 Důl Terezie) je nečinný černouhelný důl, který se nachází ve Slezské Ostravě. Těžba zde byla ukončena v roce 1992 a areál dolu byl dán do správy státnímu podniku DIAMO. Je pojmenován podle básníka Petra Bezruče.

## Historie
Důl Petr Bezruč existoval v letech 1843–1994, těžily se sloje v jakloveckých, hrušovských a petřkovických vrstvách. Důlní pole bylo otevřeno 7 jámami (Terezie, Nová jáma, Vízina, Jindřich, jáma č. IV, jáma č. V, jáma č. VII) do hloubky 1368 m (nejhlubší byla Nová jáma s hloubkou 1089,4 m).
Průzkum důlního pole dnešního dolu Petr Bezruč byl zahájen v roce 1838 těžařstvem J. Gross a spol. Samotná výstavba dolu byla zahájena v roce 1842 a důl dostal název Terezie, důl byl napojen na Jakloveckou dědičnou štolu. V roce 1843 důl odkoupil Salomon Mayer Rothschild.
Po připojení na Báňskou dráhu, 23. prosince 1862, které umožnilo kapacitnější expedici uhlí, byl důl přestavěn na hlubinný provoz. Roku 1879 se součástí dolu Terezie stal důl Vizina a v roce 1883 pak důl Jindřich.

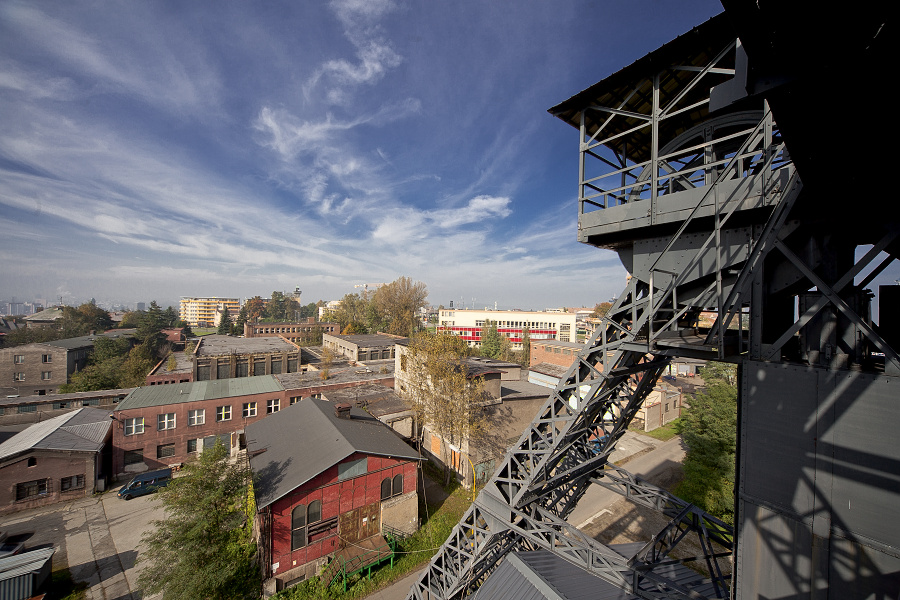
Důl Petr Bezruč ve Slezské Ostravě

Název Terezie nesl důl až do 1. ledna 1942, kdy došlo ke změně názvu na Bergschacht. Po skončení 2. světové války se důl nakrátko vrátil k pojmenování Terezie, ale již k 17. červenci 1946 byl název změněn na nynější Petr Bezruč.
Znárodněný důl se v roce 1946 stal součástí podniku Ostravsko-karvinské kamenouhelné doly Ostrava (pozdější OKD).
V rámci spojování ostravských důlních závodů byl k dolu Petr Bezruč připojen důl Trojice (k 1. července 1961). K 1. lednu 1967 pak vznikl skupinový důl Ostrava, který společně s dolem Petr Bezruč tvořil též důl Zárubek; důl Petr Bezruč se stal závodem č. 1. K další reorganizaci došlo k 1. červenci 1987, kdy byly spojeny doly Ostrava a Hlubina do jednoho podniku s názvem Důl Ostrava.
Symbolicky poslední vůz uhlí byl vyvezen Novou jámou 8.6.1992. Těžba uhlí byla na dole Petr Bezruč ukončena 30. června 1992. Poslední uhlí bylo vydobyto ve sloji č. 23-Fridolín, již v době likvidace k 1.8.1992, v hloubce 1100 metrů pod povrchem.
Příprava likvidace dolu trvala do 23. července 1993, kdy bylo provedeno poslední fárání Novou jámou v I. směně, následně byla VOJ Důl Ostrava, (i se závodem Petr Bezruč), k 1. srpna 1993 organizačně zrušena a důl převeden pod správu dolu Odra, později vše přešlo pod Diamo s.p.

## Současný stav
Po skončení těžby byly důlní jámy likvidovány zásypem, ale těžní věže zůstaly zachovány. Novější těžní věž byla původně technickou památkou, později byla ze seznamu vyjmuta a 14. srpna 2002 odstřelena, starší věž byla zachována, neboť je prohlášena za kulturní památku.
Areál nečinného dolu byl vyčleněn ze společnosti OKD do státního podniku DIAMO, odštěpný závod Odra, který se zabývá likvidací a využitím bývalých černouhelných dolů na Ostravsku.
V areálu je provozován autoservis společnosti JPM.
Naproti areálu autoservisu se tyčí budova s atypickou věží (na adrese Michálkovická 2098/86b), která kdysi sloužila jako hospoda „Na Špici“, navštěvovaná horníky z dolu Petra Bezruče.[zdroj?] Dnes je to objekt občanské vybavenosti.

## Ohlas v kultuře
Důl Petr Bezruč je zmiňován v cimrmanovské divadelní hře Vizionář (autoři Ladislav Smoljak a Zdeněk Svěrák). Majitel dolu „Terezka“ je konfrontován s věštbou, že jeho důl se v budoucnu bude jmenovat „Petr Bezruč“, a naivně se domnívá, že to bude následek toho, že básníkovi důl prodá.